# 塔多巴老虎保护区
塔多巴老虎保护区（Tadoba Andhari Tiger Reserve）是位於印度马哈拉施特拉邦錢德拉布爾縣的一個野生动物保护区。它是马哈拉施特拉邦最古老、最大的国家公园，总面积625.4平方（241.5平方英里） 。该保护区建于1955年。保護區境內有柚木。截至2016年8月，保护区境内有88只老虎，保护区外的森林中有58只老虎。 